# Petrichevich-Horváth Ferenc
Széplaki Petrichevich-Horváth Ferenc  (1731–1804), unitárius főgondnok.

## Élete
1778-tól 1804-ig az  unitárius egyház főgondnoka volt, Petrichevich-Horváth Boldizsárt követte ebben a tisztségben.
Végrendeletében  a kolozsvári kollégiumnak hagyományozta egész zsuki jószágát, Felsőszovát és Kötelend gabona, bor és malomhasznának harmadát.
Fő műve:  „Az unitárius atyafiaknak mentségére s egyszersmind keresztényi értelmeknek megvilágitására rendeltetett irás.” 1701.  Itt az unitárius vallás lényegét magyarázza el.